# Liste der Baudenkmäler in Sandberg
Auf dieser Seite sind die Baudenkmäler in der unterfränkischen Gemeinde Sandberg zusammengestellt. Diese Tabelle ist eine Teilliste der Liste der Baudenkmäler in Bayern. Grundlage ist die Bayerische Denkmalliste, die auf Basis des Bayerischen Denkmalschutzgesetzes vom 1. Oktober 1973 erstmals erstellt wurde und seither durch das Bayerische Landesamt für Denkmalpflege geführt wird. Die folgenden Angaben ersetzen nicht die rechtsverbindliche Auskunft der Denkmalschutzbehörde.

## Baudenkmäler nach Gemeindeteilen

### Sandberg
| Lage                                                                     | Objekt                              | Beschreibung | Akten-Nr.              | Bild           |
| ------------------------------------------------------------------------ | ----------------------------------- | --- | ---------------------- | -------------- |
| Am Kapellchen (Standort)                                                 | Wegkapelle                          | Sandsteinquaderbau mit schiefergedecktem Satteldach, bez. 1945 | D-6-73-162-42 Wikidata | Wegkapelle     |
| Kasparsgraben (Standort)                                                 | Bildstock                           | Aufsatz mit modernem Gemälde der 14 Nothelfer von Frankenthal, rückwärtig Flachrelief mit lateinischem Kreuz, Sandstein, bez. 1866 | D-6-73-162-3 Wikidata  | BW             |
| Kreuzbergstraße, bei der Kirchhofmauer vor Kreuzbergstraße 12 (Standort) | Bildstock                           | Flachrelief mit Kreuzigungsgruppe, rückwärtig Inschrift, Sandstein, bezeichnet „1730“ | D-6-73-162-1 Wikidata  | weitere Bilder |
| Maassäcker, westliche Dorfflanke, am Trafohaus (Standort)                | Bildstock                           | I Bildkasten modernes gemaltes Brustbild des heiligen Antonius, rückwärtig Flachrelief mit lateinischem Kreuz, Sandstein, 1821 | D-6-73-162-5 Wikidata  | BW             |
| Neustädter Straße 2, Kreuzbergstraße (Standort)                          | Katholische Pfarrkirche St. Michael | Natursteinbau, Westturm mit Zeltdach, Langhaus als basilikaler Vierstützenraum, über der Langhausmitte schmaler Obergaden mit Walmdach, verschiefert, seitlich Pultdächer, halbrund geschlossener Chor, rustikaler Heimatstil, bezeichnet „1931“; mit Ausstattung | D-6-73-162-2 Wikidata  | weitere Bilder |
| Neustädter Straße 2, Kreuzbergstraße (Standort)                          | Friedhofskreuz                      | 1960er Jahre, Beton, mit Totenschädel, Sandstein, von einem Golgathakreuz des 19. Jahrhunderts, im Friedhof | D-6-73-162-2 Wikidata  | BW             |
| Neustädter Straße 2, Kreuzbergstraße (Standort)                          | St.-Michael-Figur                   | Sandstein, 1860, nordwestlich vor der Kirche | D-6-73-162-2 Wikidata  | BW             |

### Kilianshof
| Lage | Objekt                              | Beschreibung | Akten-Nr.              | Bild           |
| --- | ----------------------------------- | --- | ---------------------- | -------------- |
| Erlbrunnschlag, nordöstlich des Ortes am von der Straße nach Bischofsheim abzweigenden Forstweg (Standort) | Bildstock                           | Säule mit rundbogigem Aufsatz, Sandstein, um 1920, mit Relief der Madonna als Halbfigur, Kalkstein, um 1960                                                         | D-6-73-162-10 Wikidata | BW             |
| Erlbrunnschlag, Straße nach Bischofsheim (Standort)                                                        | Sandsteinkruzifix                   | auf Inschriftsockel, 1913 | D-6-73-162-11 Wikidata | BW             |
| Kirchenstraße 10 (Standort)                                                                                | Katholische Filialkirche St. Kilian | Kleiner massiver verputzter Saal mit Ecklisenen und Giebeldachreiter, neugotisch, zweite Hälfte 19. Jahrhundert, eingezogener Chor 20. Jahrhundert; mit Ausstattung | D-6-73-162-7 Wikidata  | weitere Bilder |
| Nähe Kirchenstraße, im Ortszentrum beim Trafohäuschen Ecke Eichenweg (Standort)                            | Steinkreuz                          | Sandstein auf blockförmigem Sockel, bezeichnet „1926“ | D-6-73-162-8 Wikidata  | BW             |
| Nähe Küppelstraße (Standort)                                                                               | Friedhofskreuz                      | Sandsteinkreuz auf Inschriftsockel, Korpus in Kalkstein, 1891 | D-6-73-162-9 Wikidata  | BW             |

### Langenleiten
| Lage                                                                | Objekt                                    | Beschreibung | Akten-Nr.              | Bild           |
| ------------------------------------------------------------------- | ----------------------------------------- | --- | ---------------------- | -------------- |
| Am Sackteiler Weg (Standort)                                        | Friedhofskreuz                            | Steinkruzifix auf Sockel mit Inschrift, 19. Jahrhundert | D-6-73-162-54          | BW             |
| Am Sackteiler Weg, südliche Ausfahrt (Standort)                     | Wegkreuz                                  | Auf geschweiftem Inschriftsockel, Sandstein, 1853 | D-6-73-162-19 Wikidata | BW             |
| Lindenstraße, Ecke Kippesweg (Standort)                             | Wegkreuz                                  | Kreuz und Inschriftsockel in Sandstein, spätbarocker Korpus in Kalkstein, bezeichnet „1771“ | D-6-73-162-17 Wikidata | BW             |
| Lindenstraße (Standort)                                             | Steinkreuz                                | Auf Inschriftsockel, Sandstein, bezeichnet „1856“ | D-6-73-162-12 Wikidata | BW             |
| Lindenstraße, auf dem nordwestlichen Teil des Dorfangers (Standort) | Bildstock                                 | Stock grauer Sandstein, Bildhäuschen mit Kleeblattförmigem Abschluss roter Sandstein bezeichnet „1622“, Antoniusfigur, um 2000 | D-6-73-162-22 Wikidata | BW             |
| Lindenstraße 60 a (Standort)                                        | Katholische Pfarrkirche Mariä Himmelfahrt | Barocker Westturm mit Zwiebelhaube, 1970 erneuert, zweiteiliges Langhaus aus barockem Westteil mit Satteldach, 1776–81, und höherem und breiterem neubarockem querhausartigem Ostteil mit Mansardzeltdach mit geschweiftem Dachobergeschoss, 1910/11 nach Plänen von Architekt Pfrang (Bad Kissingen), eingezogener polygonaler Chor, Eingangsvorbauten und Sakristeianbau; mit Ausstattung | D-6-73-162-13 Wikidata | weitere Bilder |
| Lindenstraße (Standort)                                             | Marienstatue                              | Immaculata auf Sockel, Sandstein, barock, 18. Jahrhundert | D-6-73-162-45          | BW             |
| Mosbach 6 (Standort)                                                | Bildstock                                 | Dekorierter Schaft aus grauem Sandstein 18. Jahrhundert, Bildhäuschen aus rotem Sandstein bezeichnet „1806“, Marienrelief modern | D-6-73-162-18 Wikidata | BW             |
| Müllersweg (Standort)                                               | Bildstock                                 | Mit kleeblattförmigem Abschluss, Sandstein, bezeichnet „1842“, Relief mit Brustbild Mariae modern | D-6-73-162-20 Wikidata | BW             |
| Neuhofstatt, Straße nach Bad Kissingen (Standort)                   | Bildstock                                 | Mit weinlaubumranktem Schaft, Bildhäuschen mit Kreuzdach, Seitenwände mit Ranken und Wappen, Rückseite mit Stifterinschrift, Sandstein, 17. Jahrhundert, Brustbild Christi im Häuschen wohl Ende 18. Jahrhundert (?) | D-6-73-162-21 Wikidata | BW             |
| Obere Sackteile (Standort)                                          |                                           | | D-6-73-162-43          | BW             |

### Schmalwasser
| Lage                                                                          | Objekt                                      | Beschreibung | Akten-Nr.              | Bild           |
| ----------------------------------------------------------------------------- | ------------------------------------------- | --- | ---------------------- | -------------- |
| Feldbergstrift, beim ehemaligen Hochbehälter, Wieslein (Standort)             | Bildstock                                   | Pfeiler mit Entasis und Flachreliefs von christlichen Symbolen, Kreuzdachaufsatz mit gemaltem Gnadenstuhl, Sandstein, bezeichnet „1788“                 | D-6-73-162-31 Wikidata | BW             |
| Kirchbergstraße, Ecke Quellenweg (Standort)                                   | Wegkreuz                                    | Sandstein, 1888 | D-6-73-162-24 Wikidata | BW             |
| Söllerweg; Ackerspfad (Standort)                                              | Bildstock                                   | Mit schlichtem Relief eines lateinischen Kreuzes, Sandstein, 1833                                                                                       | D-6-73-162-28 Wikidata | BW             |
| Talstraße 1; Ober der Kirche (Standort)                                       | Katholische Kuratiekirche Mariä Himmelfahrt | Barocker Saalbau mit eingezogenem Chor, Massivbau mit Satteldach und gestuftem Haubendachreiter 1716–1725, Langhauserweiterung 1947/48; mit Ausstattung | D-6-73-162-25 Wikidata | weitere Bilder |
| Talstraße 1, Ober der Kirche, im Friedhof (Standort)                          | Golgathakreuz                               | Auf Altarsockel, Sandstein, 1790 | D-6-73-162-25 Wikidata | BW             |
| Talstraße 27 (Standort)                                                       | Ehemaliges Forsthaus                        | Zweigeschossiger quer zur Straße errichteter Kubus mit Walmdach, massives Erdgeschoss, Obergeschoss verbrettert, von 1798                               | D-6-73-162-26 Wikidata | BW             |
| Talstraße 27 (Standort)                                                       | Nebengebäude                                | Massive, eingeschossig, mit Walmdach, um 1930 | D-6-73-162-26 Wikidata | BW             |
| Talstraße 39 a, vor der unteren Mühle am Ortsausgang nach Steinach (Standort) | Bildstock                                   | Mit Ölgemälde Vierzehn Nothelfer, Sandstein, bezeichnet „1789“                                                                                          | D-6-73-162-27 Wikidata | BW             |
| Unterer Feldberg; Dorfausgang nach Sandberg (Standort)                        | Fünf-Wunden-Bildstock                       | Sandstein, bezeichnet „1788“ | D-6-73-162-30 Wikidata | BW             |
| Unterer Kohlwald (Standort)                                                   | Bildstock                                   | Relief betende Maria, Rückseite mit Inschrift, bezeichnet „1892“                                                                                        | D-6-73-162-29 Wikidata | BW             |

### Waldberg
| Lage                                                          | Objekt                              | Beschreibung | Akten-Nr.              | Bild           |
| ------------------------------------------------------------- | ----------------------------------- | --- | ---------------------- | -------------- |
| Dr.-Bühner-Straße 11 (Standort)                               | Katholische Kuratiekirche St. Josef | Massiver barocker Saalbau mit eingezogenem Chor, verputzt mit steinsichtiger Lisenengliederung, Satteldach, bezeichnet „1768“, steinsichtiger Chorseitenturm mit Zwiebelhaube 1929; mit Ausstattung | D-6-73-162-33 Wikidata | weitere Bilder |
| Dr.-Bühner-Straße 32; Nähe Dr.-Bühner-Straße (Standort)       | Ehemaliges Forsthaus                | Giebelständiger eingeschossiger massiver Putzbau mit Halbwalmdach, 18. Jahrhundert | D-6-73-162-34 Wikidata | BW             |
| Dr.-Bühner-Straße 32; Nähe Dr.-Bühner-Straße (Standort)       | Nebengebäude                        | In Bruchstein mit Walmdach, 18. Jahrhundert | D-6-73-162-34 Wikidata | BW             |
| Dr.-Bühner-Straße 32; Nähe Dr.-Bühner-Straße (Standort)       | Hofmauer                            | Bruchstein, 18. Jahrhundert | D-6-73-162-34 Wikidata | BW             |
| Dr.-Bühner-Straße 32; Nähe Dr.-Bühner-Straße (Standort)       | Hoftorpfeiler und Pforte            | 19. Jahrhundert | D-6-73-162-34 Wikidata | BW             |
| Dr.-Bühner-Straße, Nähe Dr.-Bühner-Straße, St 2290 (Standort) | Prozessionsaltar                    | Sockel mit Inschrift, Aufsatz mit Giebel über Relief der Kreuzigungsgruppe, bez. 1890 | D-6-73-162-47          | BW             |
| Nähe Dr.-Bühner-Straße (Standort)                             | Heiligenhäuschen                    | Altarartiger Unterbau mit bronzenem Trinitätsrelief im steinernen Aufbau, 1873 | D-6-73-162-32 Wikidata | BW             |
| Nähe Premicher Straße (Standort)                              | Friedhofskreuz                      | Kreuz auf Inschriftsockel, Sandstein, bezeichnet „1786“ | D-6-73-162-38 Wikidata | BW             |
| Nähe Premicher Straße (Standort)                              | Bildstock                           | Stark plastisch ausgearbeitetes Ecce-homo-Relief über Kompositsäule, seitlich Putten, rückseitig Inschrift, Sandstein, bezeichnet „1713“                                                            | D-6-73-162-48 Wikidata | BW             |
| Premicher Straße (Standort)                                   | Steinkreuz                          | "Auswandererkreuz", mit Muttergottesstatue über Sockel, davor Treppenstufen, Sandstein, bezeichnet „1889“                                                                                           | D-6-73-162-39          | Steinkreuz     |
| Unterm Semmenhof (Standort)                                   | Steinkreuz                          | Kreuz auf Sockel mit Inschrift, Sandstein, 1920 | D-6-73-162-37 Wikidata | BW             |

## Ehemalige Baudenkmäler
In diesem Abschnitt sind Objekte aufgeführt, die früher einmal in der Denkmalliste eingetragen waren, jetzt aber nicht mehr. Objekte, die in anderem Zusammenhang – also z. B. als Teil eines Baudenkmals – weiter eingetragen sind, sollen hier nicht aufgeführt werden. Aktennummern in diesem Abschnitt sind ehemalige, jetzt nicht mehr gültige Aktennummern.

| Lage                                                                      | Objekt           | Beschreibung | Akten-Nr.              | Bild |
| ------------------------------------------------------------------------- | ---------------- | --- | ---------------------- | ---- |
| Sandberg Unteres Lichtenbirkig, Straße nach Waldberg ()                   | Bildstock        | | D-6-73-162-6 Wikidata  |      |
| Langenleiten Nähe Bergweg, an Parkplatz nordwestlich des Ortes (Standort) | Bildstock        | Sandstein, 19. Jahrhundert, Bronzerelief Maria mit Jesuskind, 20. Jahrhundert                                                                      | D-6-73-162-46          | BW   |
| Langenleiten Lindenstraße (Standort)                                      | Dorfbrunnen      | Brunnensäule mit geschwungenem Aufsatz bezeichnet „1885“, mit langem steinernem Tränktrog                                                          | D-6-73-162-53          | BW   |
| Langenleiten Lindenstraße 86 (Standort)                                   | Madonnenfigur    | Mit Krone und mit bekröntem Jesuskind, Kalkstein mit Vergoldungen, neubarock, erstes Viertel 20. Jahrhundert, auf Inschriftsockel, roter Sandstein | D-6-73-162-44          | BW   |
| Langenleiten Lindenstraße 94 (Standort)                                   | Kellertür        | 1777 | D-6-73-162-14 Wikidata | BW   |
| Langenleiten Lindenstraße 96 (Standort)                                   | Kellertür        | 1834 | D-6-73-162-15 Wikidata | BW   |
| Langenleiten Nähe Lindenstraße (Standort)                                 | Kellertürgewände | Sandstein, bezeichnet „1759“ und „1751“, an Wohnhaus und Wirtschaftsgebäude                                                                        | D-6-73-162-16 Wikidata | BW   |
| Schmalwasser Nähe Talstraße (Standort)                                    | Steinkreuz       | 1900 | D-6-73-162-23 Wikidata | BW   |
| Waldberg Premicher Straße 11 (Standort)                                   | Kellertürgewände | Mit Rundbogen, Sandstein, bezeichnet „1801“ | D-6-73-162-35 Wikidata | BW   |
| Waldberg Premicher Straße 28 (Standort)                                   | Kellertürgewände | Sandstein, 1743 | D-6-73-162-36 Wikidata | BW   |